# Underlåtenhetsbrott
Underlåtenhetsbrott eller omissivdelikt, är ett brott där den brottsliga handlingen består i underlåtenhet att handla i en situation där handling borde gjorts.

## Äkta underlåtenhetsbrott
Äkta underlåtenhetsbrott begås genom brott mot straffbud som uttryckligen förbjuder underlåtenhet. Äkta underlåtenhetsbrott är en typ av brott som endast kan begås genom underlåtenhet.

## Oäkta underlåtenhetsbrott
Oäkta underlåtenhetsbrott är ett brott som begås genom underlåtenhet där inget direkt påbud finns i lagtexten. Oäkta underlåtenhetsbrott delas in i tre kategorier:
1. Att genom underlåtenhet genomföra en handling som motsvarar en aktiv handling, såsom att åsidosätta sin redovisningsplikt, och därmed göra sig skyldig till förskingring.
2. Att genom underlåtenhet psykiskt påverka annan person på ett sådant sätt att denne begår ett brott. Det kan vara frågan om en vilseledande påverkan som medför bedrägeri. Det kan också vara frågan om anstiftan till brott.
3. Att genom underlåtenhet fysiskt orsaka brottslig följd eller effekt genom handling. Det kan vara frågan om ett mord, där brottet förövas genom att den som haft plikt att skydda den mördade underlåtit att ingripa för att rädda.